# LOVE DROPS
LOVE DROPS（ラブ ドロップス）は、岸本早未の1枚目のミニアルバム。

## 解説
- 初のミニアルバムで、アルバムとしては約1年10ヶ月ぶりの作品。
- 9枚目のシングル『PEACH:LIME//SHAKE』購入特典として着うたで限定配信された未発表曲「WAKE UP MY SOUL」が収録されている。
- 今作は全曲AZUKI七ではなく本人が作詞を手掛けている

## 収録曲
1. JUMP!NG↑GO☆LET'S GO⇒
作詞:岸本早未　作曲:小林正範　編曲:大賀好修
2. tell me,tell me
作詞:岸本早未　作曲・編曲:藤末樹
3. WAKE UP MY SOUL
作詞:岸本早未　作曲:小島久尚　編曲:R.E.D
4. I miss you
作詞:岸本早未　作曲:小島久尚　編曲:NAKEDGRUN
5. CAN'T STOP THE MUSIC
作詞:岸本早未　作曲:呉地マサキ　編曲:katsuo
6. 笑う君と
作詞:岸本早未　作曲:後藤康二　編曲:小林哲
7. Venus 18
作詞:岸本早未　作曲:後藤康二　編曲:豆田将
「JUMP!NG↑GO☆LET'S GO⇒」のカップリング曲。
8. PEACH:LIME//SHAKE
作詞:岸本早未　作曲・編曲:後藤康二